# اريان (القفر)

تعديل مصدري - تعديل

اريان هي إحدى قرى عزلة بني سيف العالي بمديرية القفر التابعة لمحافظة إب، بلغ تعداد سكانها 310 نسمة حسب تعداد اليمن لعام 2004.